# San Cristóbal (kanton)
San Cristóbal – kanton w Ekwadorze, w prowincji Galápagos. Stolicą kantonu jest Puerto Baquerizo Moreno.